# Mlînok, Olevsk
Mlînok (în ucraineană Млинок) este un sat în comuna Komsomolske din raionul Olevsk, regiunea Jîtomîr, Ucraina.

## Demografie
Componența lingvistică a localității Mlînok
     Ucraineană (100%)
Conform recensământului din 2001, toată populația localității Mlînok era vorbitoare de ucraineană (100%).